# Staré Město (Kelč)
Staré Město je součást města Kelč v okrese Vsetín. Leží v katastrálním území Kelč-Staré Město, jehož výměra činí 510,6 hektarů. Základní sídelní jednotky katastrálního území mají charakter sídelních lokalit.
V katastrálním území Kelč-Staré Město se nachází jihovýchodní a východní část města Kelč. Ačkoliv se v názvu katastrálního území vyskytuje Staré Město, většina historické části města se nachází v katastrálním území Kelč-Nové Město. Z historických staveb se na zde nachází kostel svatého Petra a Pavla. Protéká tudy řeka Juhyně.